# ملعب توسو
ملعب توسو (بالإنجليزية: Tosu Stadium)‏ هو ملعب كرة قدم يقع في ساجا، اليابان، يتسع لـ 24,490 متفرج.

## التاريخ
افتتح الملعب في 1996.